# 스페이스워치

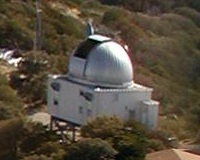
스페이스워치 1.8미터 망원경

스페이스워치(Spacewatch) 프로젝트는 애리조나주 투손 근처 키트 피크에 있는 애리조나 대학교 망원경에서 다양한 유형의 소행성과 혜성을 포함한 소행성 연구를 전문으로 하는 천문 조사이다. 스페이스워치 프로젝트는 현재 진행 중인 다른 유사한 프로그램보다 오랫동안 활동해 왔다.
스페이스워치는 1980년 톰 게렐스와 로버트 S. 맥밀란에 의해 설립되었으며 현재 애리조나 대학의 천문학자 멜리사 브루커가 이끌고 있다. 스페이스워치는 지구 근처 물체에 대한 후속 관찰을 위해 키트 피크의 여러 망원경을 사용한다.
스페이스워치 프로젝트는 조리개가 0.9m, 1.8m, 2.3m인 세 개의 망원경을 사용한다. 이 망원경은 Kitt Peak에 위치하고 있으며 처음 두 개는 NEO(근지구 천체)를 찾는 목적으로 사용된다.
키트 피크의 36인치(0.9미터) 망원경은 1984년부터 스페이스워치에서 사용되었으며, 2000년부터는 72인치(1.8미터) 스페이스워치 망원경이 사용되었다. 36인치 망원경은 계속 사용되었으며 더욱 업그레이드되었으며, 특히 망원경은 전자 탐지기를 사용한다.
스페이스워치의 1.8m 망원경은 소행성과 혜성에만 사용되는 세계 최대 규모의 망원경이다. 지구 근처 공간에서 해왕성 궤도 너머 지역까지 소행성과 혜성을 찾을 수 있으며 이미 알려진 더 희미한 물체에 대한 천문학을 수행할 수 있다. 망원경은 별을 향하고 접힌 주초점에서 실시간 비디오 속도 카메라로 추적된다.
스페이스워치는 CCD를 사용하여 하늘에서 혜성과 소행성을 조사한 최초의 회사이다. 추가되면 2002년 이전 시스템보다 하늘을 더 빠르게 덮을 수 있다.
매년 스페이스워치는 약 35개의 레이더 표적, 50개의 근지구 천체, 100개의 잠재적인 우주선 만남 목적지를 관찰한다. 2013년부터 2016년까지 스페이스워치는 당시 관측된 모든 NEO 및 잠재적으로 위험한 소행성(PHA)의 절반을 관측했다. 2022년 현재 스페이스워치는 소행성체 센터(Minor Planet Center)에 의해 번호가 매겨진 179,000개 이상의 소행성을 발견했다.

## 같이 보기
- 스페이스가드